# Klasztor Chagri
Chagri Goempa, także Chagri Dorjeden – buddyjski dzong na terytorium Bhutanu, 15 km na północ od stolicy państwa – Thimphu, – w pobliżu wsi Dotanang. Jest to pierwszy klasztor wzniesiony przez szabdrunga Ngawang Namgyala.

## Dzieje
Okolice, w której założono klasztor były odwiedzane już wcześniej przez wybitnych buddystów. W VIII w. przybył tam najpierw Padmasambhava, który rozpowszechnił buddyzm w Himalajach, a następnie na przełomie XII/XIII w.Phajo Drugom Zhigpo, ważny przedstawiciel szkoły Drukpa Kagyu. Był on pierwszym nauczycielem tej szkoły buddyzmu na terenie "Królestwa Smoka".
Dzong ukończono w 1620, cztery lata po przeniesieniu się Ngawang Namgyala z Tybetu na ziemie Bhutanu. Chagri stał się ośrodkiem polityczno-religijnym, w którym rozpoczęto ponownie nauczanie buddyzmu według szkoły Drukpa Kagyu, dotąd skutecznie wypieranej przez szkołę Ningma. W 1627 w dzongu goszczono pierwszych Europejczyków, którzy przybyli do Bhutanu, portugalskich misjonarzy-odkrywców: João Cabrala i Estêvão Cacellę. Sam Namgyal pierwotnie osiadł w klasztorze, a po zjednoczeniu państwa, do końca swojego życia nadal często odwiedzał założony przez siebie klasztor.
Na terenie dzongu spoczywają prochy Mipham Tenpai Nyima, ojca założyciela klasztoru. Współcześnie dzong jest nadal ważnym ośrodkiem nauki w tradycji Drukpa Kagyu.